# Гобаожоу

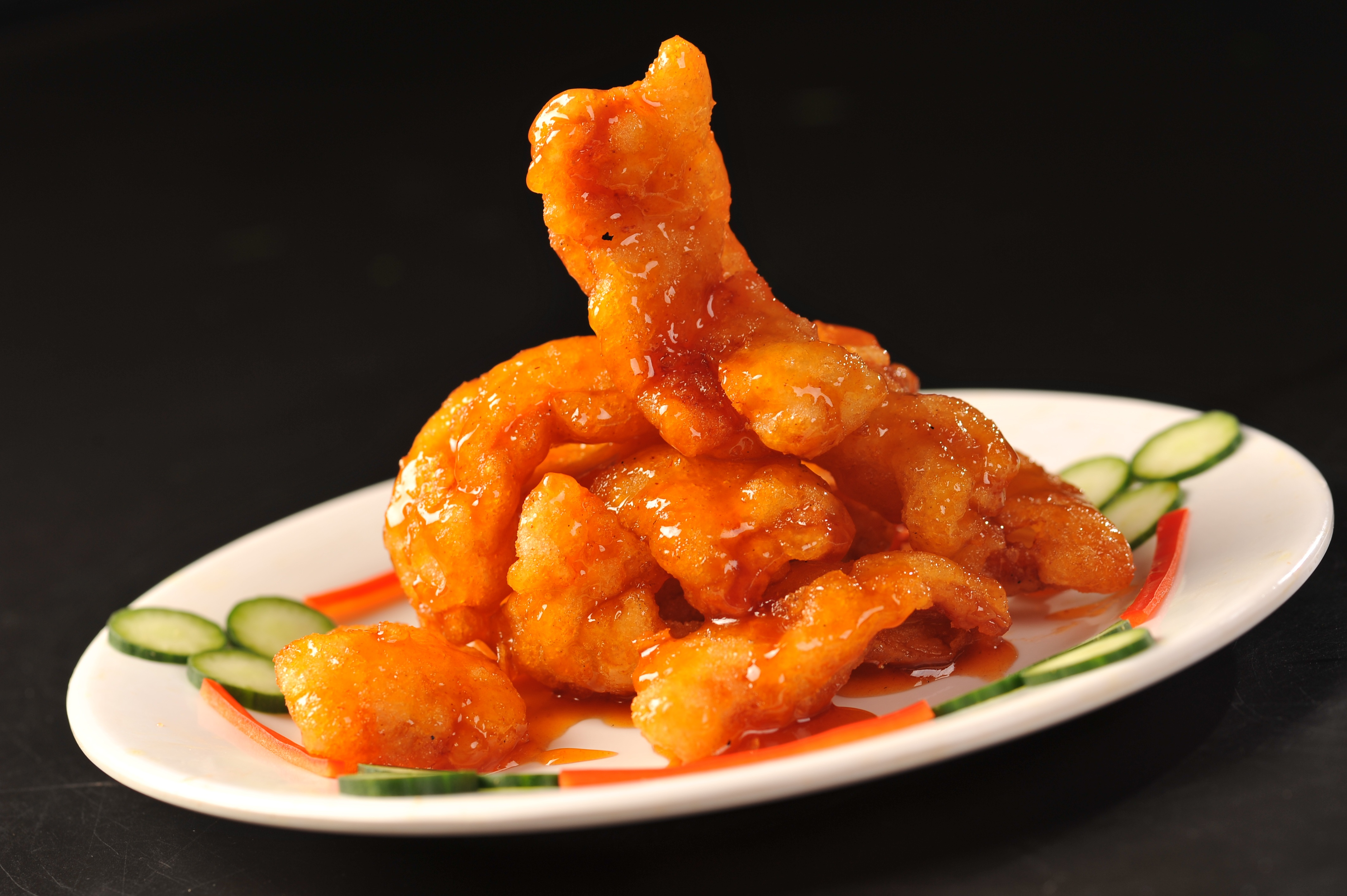
Гобаожоу

Гобаожоу (кит. 锅包肉, тж. го бао жоу) — блюдо китайской кухни, ломтики свинины, обжаренные в крахмале и поданные в кисло-сладком соусе. Блюдо характерно для северо-восточного Китая и, в частности, города Харбин.

## История создания
Блюдо было придумано в 1907 году харбинским поваром Чжэн Вэнем для русских, в большом количестве приезжавших в город в связи со строительством Китайско-Восточной железной дороги. Идею блюда подала его жена, русская по национальности. За основу было взято пекинское блюдо «жареные ломтики свинины», в которое повар добавил сахар, изменив вкус блюда с солёного на сладкий, чтобы оно лучше соответствовало вкусам русских гостей.

## Приготовление
Основные компоненты блюда — свинина, кляр из крахмала, соус из сахара и уксуса. Свинину в крахмале обжаривают сначала на среднем огне, затем на сильном. После этого её подают в кисло-сладком соусе, обычно содержащем уксус (он может быть заменён на кетчуп) и расплавленный сахар. Готовое блюдо имеет янтарный цвет, а при жевании издаёт отчётливый хруст.